# Ioan Alexi

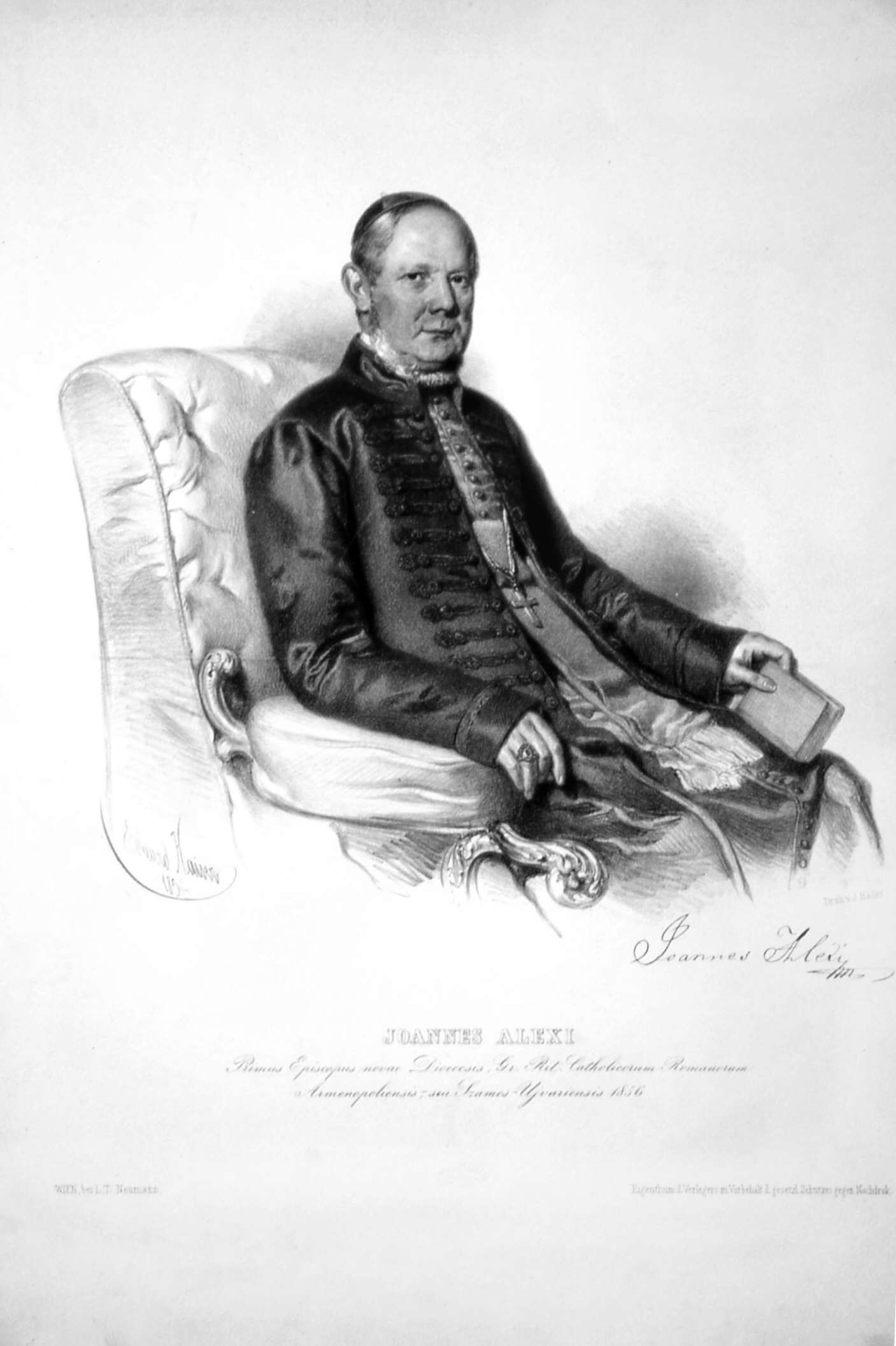
Joan Alexi, Lithographie von Eduard Kaiser, 1856

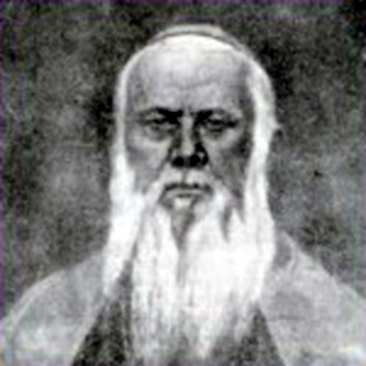
Bischof Ioan Alexi

Ioan Alexi  (* 24. Juni 1800 in Maladé, Komitat Kraszna, Siebenbürgen; † 23. Juni 1863 in Szamosújvár, Komitat Klausenburg, Siebenbürgen) war rumänisch-griechisch-katholischer Bischof von Gherla, Armenopoli, Szamosujvár (deutsch: Neuschloss/Armenierstadt).

## Leben
Der Bauernsohn Ioan Alexi besuchte die Grundschule seines Heimatorts. Nach dem Abitur trat er in das Priesterseminar in Großwardein ein. Am 23. Oktober 1825 wurde er zum Diakon und sieben Tage später am 30. Oktober von Bischof Samuil Vulcan zum Priester geweiht. Nach Studien in Wien wurde er 1831 Sekretär des Bischofs Vulcan. Ab 1835 war er zwei Jahre als Pfarrer in der Gemeindepastoral tätig. 1837 wurde er zum Honorarprofessor ernannt.
Mit kaiserlichem Dekret vom 17. März 1854 wurde er zum ersten Bischof des neu geschaffenen Bistums Gherla, Armenopoli, Szamos-Ujvár ernannt. Papst Pius IX. bestätigte am 16. November 1854 die Ernennung. Am 28. Oktober 1855 wurde er in der Kathedrale von Blaj von Alexandru Sterca Șuluțiu de Kerpenyes, dem Erzbischof von Făgăraș und Alba Iulia, zum Bischof geweiht. Mitkonsekratoren waren Vasile Erdely, der Bischof von Großwardein, und Bischof Angelo Parsi, der Apostolische Vikar der Walachei. Am 7. September 1856 wurde er in seinem Bistum installiert.
Er begann mit dem Aufbau einer Administration, was in dem neuen Bistum sehr schwierig war, denn es war zweigeteilt, ein Teil lag in Ungarn und der andere Teil in Siebenbürgen. Bis zur Errichtung eines eigenen Priesterseminars schickte er die jungen Kleriker nach Blaj zum Studium. Er errichtete 1859 eine Theologische  Akademie, der er als Direktor vorstand. Er ordnete an, dass die Matrikel-Bücher (Taufe, Ehe, Tod), die bisher in kyrillischer Schrift geführt wurden, ab 1. Januar 1858 in lateinischer Schrift zu führen sind. Er löste die Feier der slawischen Liturgie ab und führte den lateinischen Ritus nach den entsprechenden, gedruckten, Meßbüchern ab. Nach Abschaffung der Leibeigenschaft (Revolution 1848–1849) setzte er sich für die schulische Ausbildung der Kinder ein, zur Unterrichtung an den Schulen ließ er einen Katechismus drucken.
Lungenkrank starb Bischof Ioan Alexi am 29. Juni 1863 und wurde auf dem Friedhof in Gherla beigesetzt.

## Werke
- Grammatica Daco-Romana sive Valachica, Wien 1826